# Diàbolo

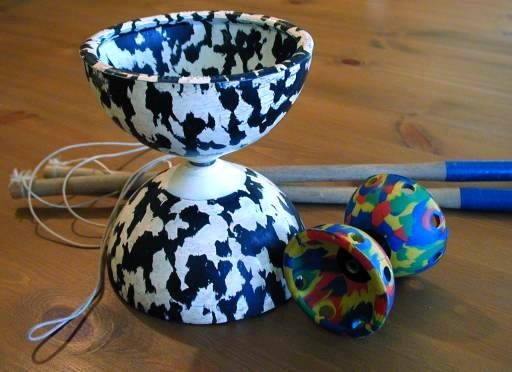
Diàbolos de goma de mida estàndard i petita amb els pals i el fil de control al darrere

El diàbolo és un joc de malabars en què s'impulsa la rotació d'un rodet, format per dos troncs de con coaxials units per la secció més petita, per mitjà d'un fil que es té agafat pels dos extrems. Quan la rotació és prou ràpida es pot llençar enlaire i entomar-lo novament amb el fil.

## Història

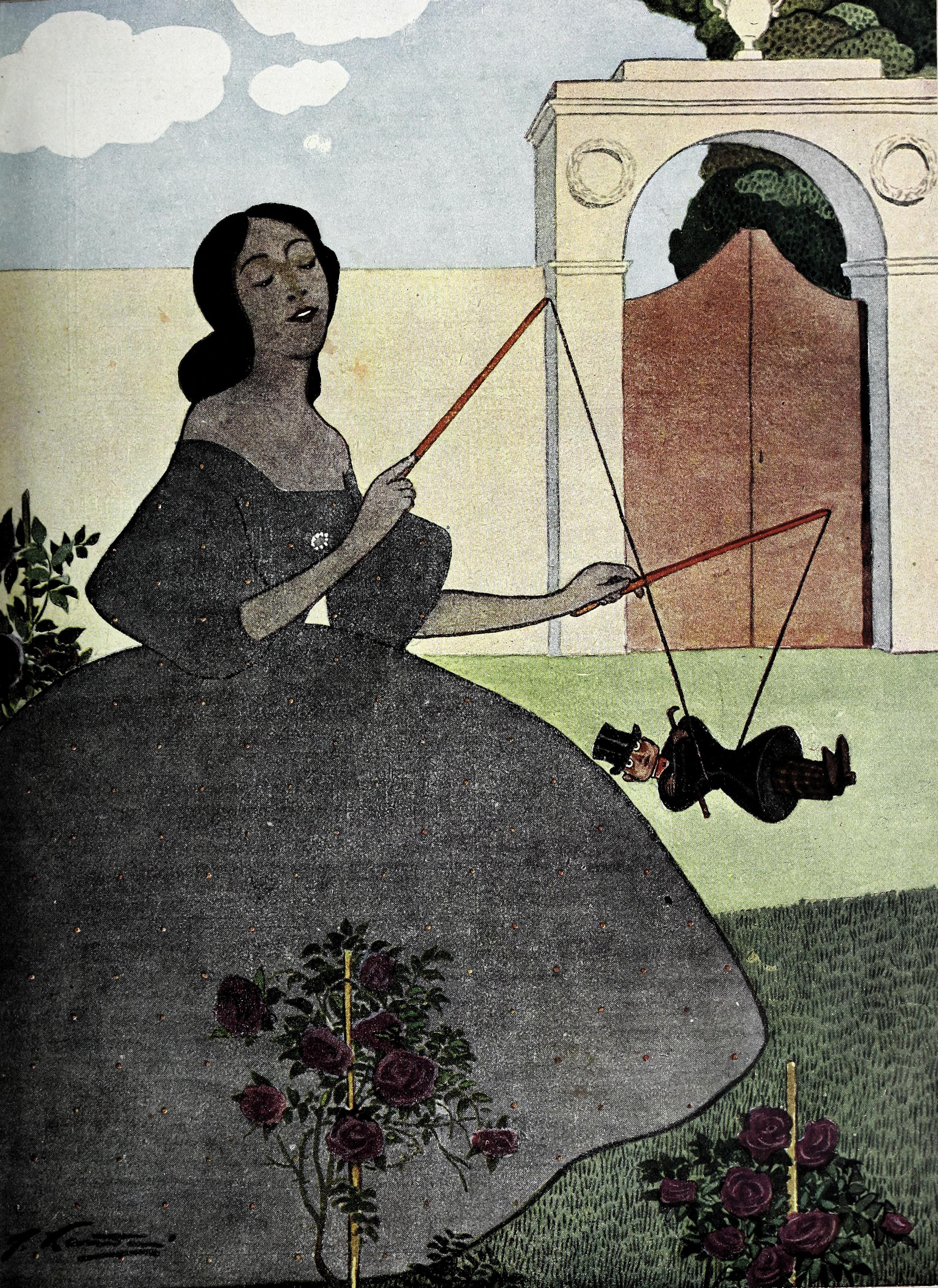
«El diábolo», per Xaudaró (Blanco y Negro, 1908).

És bastant difícil saber amb precisió quan es va inventar el diàbolo. No obstant això, els historiadors estan d'acord que va ser a la Xina on es va crear el joc del diàbolo, que s'ha practicat durant més de dos mil anys. Durant la dinastia Han (206 aC), el diàbolo s'anomenava Kouen-gen, que significa "fer xiular el bambú buit". De fet, a la Xina els diàbolos encara es fabriquen amb bambú, amb forats pels costats per tal de fer-los xiular mentre giren.
Els missioners francesos i anglesos i els enviats polítics i diplomàtics van portar a Europa aquests objectes estranys, que van ser nomenats diaballo (després diàbolo), del grec dia, que significa «a través de», i ballo, que significa «llançar».
A França, tan bon punt va arribar, el diàbolo va ser molt ben acollit i considerat un joc tan competitiu com el jeu de paume (joc de pilota, avantpassat del tennis). El 1810 es van formar diversos clubs a París i les competicions es feien en el que avui en dia són els Camps Elisis. El joc del diàbolo va arribar a estar molt de moda, fins i tot dins la cort de Napoleó, on sembla que es jugava amb diàbolos fets de fusta massissa.
L'any 1906 Gustave Philipart, un inventor francès, va presentar un diàbolo fet amb dues copes de metall i els extrems protegits amb cautxú de pneumàtics vells. Ràpidament va sorgir una bogeria a França i posteriorment a Anglaterra. Nombrosos escrits, narracions i targetes postals mostren que es jugava amb el diàbolo per tot arreu i l'utilitzaven gairebé totes les classes socials. En el període d'entreguerres el diàbolo es va deixar de banda.
Més tard, el diàbolo només va aparèixer en els escenaris dels teatres. Cap al 1980, gràcies a l'ús de noves tecnologies, als nous materials, a la investigació i a la precisió dels fabricants, va començar una nova era pel joc. Això va permetre que cada cop més aficionats i malabaristes executessin trucs extraordinaris amb 1, 2 o 3 d'aquests objectes voladors.
Els diàbolos també tenen una variació amb foc.

## Tipus de figures
Les figures són previstes per a un sol diàbolo, però moltes poden ser dutes a terme amb dos diàbolos a la vegada en el fil. El resultat és molt més impressionant al preu d'una dificultat més elevada. Poden ser fetes separadament, però resulten més interessants quan són incloses en encadenaments anomenats "combos".
El nombre i la complexitat de les figures conegudes està enormement desenvolupat, principalment gràcies a les possibilitats d'Internet. Existeixen, de fet, fòrums d'Internet on els malabaristes intercanvien descobertes, consells o noves figures. A més, els vídeos que es poden descarregar permeten comprendre clarament les figures complexes.
El diàbolo permet una gran varietat de figures que s'agrupen en algunes grans categories:

### Les acceleracions
Permeten d'augmentar la velocitat de rotació del diàbolo i han de ser, doncs, utilitzades sovint. A part del moviment base existeixen moltes altres acceleracions possibles: crossing, xinesa, circular...

### Els sols
Els sols són figures on el diàbolo descriu grans cercles. Es poden efectuar sols a l'esquena, de costat, entre els braços, combinar amb deixar anar un dels pals. També és possible efectuar sols amb dos diàbolos.

### Els satèl·lits
Els satèl·lits són les figures on el diàbolo fa voltes al voltant d'una part del cos. Aquesta part del cos pot ser un braç, els dos braços alhora, una cama, el cap...

### Deixar anar els pals
Aquesta categoria agrupa totes les figures que comporten deixar anar un pal. Es poden deixar anar tots dos pals alhora.

## Estudi mecànic del diàbolo

### Introducció
Impulsar un diàbolo significa donar una rotació al rodet, generant un eix. Per tant, cal crear un moment en la direcció del seu eix per aconseguir crear aquesta rotació.

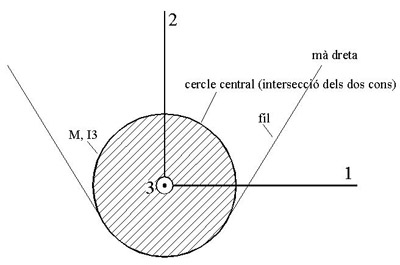
Fig.1

Per treballar en aquest estudi, es pot considerar la següent base de referència (fig.1): cal prendre l'eix del rodet com a eix 3. Els eixos 1 i 2 són dues línies ortogonals que pertanyen al pla perpendicular de l'eix 3. M és la massa del rodet.
El rodet és un rotor simètric on l'eix 3 té moment d'inèrcia {\displaystyle I_{3}}. Es pot definir un cercle central, que és la intersecció dels dos cons que formen el rodet. El centre d'aquest cercle coincideix amb el centre d'inèrcia del rodet (G).
El moviment alternatiu que planteja les instruccions bàsiques fa aparèixer un conjunt de forces que tenen un moment resultant sobre l'eix 3 i d'aquesta manera s'aconsegueix la rotació buscada.
Quan es comença el moviment alternatiu, es desplaça el fil respecte al rodet. Si es fa amb certa cura, sense moure la mà esquerra i no bruscament, es pot aconseguir que el fil no llisqui sobre el rodet. Generalment el moviment serà més brusc i implicarà un cert lliscament del fil sobre el rodet.

### Sistema de forces
Quan se suspèn el rodet mitjançant el fil, aquest no cau, sinó que queda en repòs. Per tant, es pot deduir que el fil exerceix una força vertical sobre el rodet que, en repòs, en compensa el pes. Això es pot justificar amb una aplicació del teorema de la quantitat de moviment (TQM) al sistema rodet en repòs. S'observa aleshores que en repòs el fil aporta una força resultant vertical de mòdul igual al pes del rodet.
En repòs: {\displaystyle M\cdot 0=0=(0,-Mg,0)+(F_{1}+F_{2}+F_{3})} i d'aquí s'obté que {\displaystyle F=(0,Mg,0)}.
Es dedueix, doncs, que entre cada element del cercle central que es troba en contacte amb un element de fil hi apareix una força normal que s'anomena {\displaystyle N_{d}} que apunta cap al centre d'inèrcia del rodet. Si hom se situa en una referència solidària al rodet el fil es desplaça lliscant sobre el rodet. Evidentment, entre el fil i el rodet hi ha un coeficient de fricció {\displaystyle \mu }. En haver-hi lliscament, si es considera el model de fregament sec de Coulomb, es crea una força de fricció {\displaystyle \mu \cdot N_{d}} sobre cada element de fil. Aquesta força té sentit oposat a la velocitat de lliscament, ja que es tracta d'una força de fricció que s'oposa al moviment.
Aleshores, segons el principi d'acció i reacció, sobre cada element del cercle central del rodet que es troba sobre un altre element de fil hi actua una força de mòdul {\displaystyle \mu \cdot N_{d}} amb el sentit de la velocitat de lliscament del fil (oposat a l'altra força de fricció).

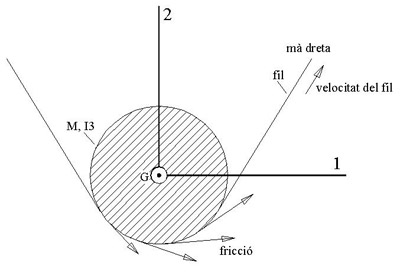
Fig.2

Per tant, sobre el rodet hi actua un sistema de forces provinent del fil (a més del pes) entre les quals es troben les forces de fricció (fig. 2).
Cadascuna d'aquestes forces crearà, al punt G, un moment de mòdul {\displaystyle \mu \cdot N_{d}\cdot r}, on r és el radi del cercle. També és immediat deduir que tots aquests moments tindran el mateix sentit positiu sobre l'eix 3 si s'impulsa el moviment amb una de les mans.

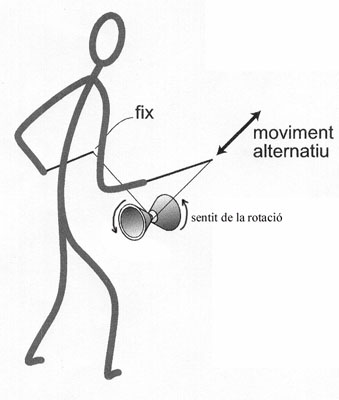
Fig.3

En definitiva, sobre l'eix 3 apareix un moment no nul. Es pot aplicar el teorema del moment cinètic (TMC) a G del rodet. Hi haurà un moment no nul sobre l'eix 3, per tant, el vector {\displaystyle {\dot {\bar {GK}}}} tindrà només component sobre l'eix 3 i aleshores es crearà rotació sobre aquest eix 3 en estar el vector {\displaystyle {\bar {GK}}} també sobre l'eix 3 (es recorda que el rodet és un rotor simètric). A la figura 3 es pot veure el sentit de la rotació si es comunica el moviment alternatiu amb la mà dreta.
Es pot moure el fil amb molta cura de manera que aquest no llisqui sobre el rodet. En aquest cas no es crearia la força de fricció, però sí que apareixeria una força tangencial d'enllaç de mòdul més petit que {\displaystyle \mu \cdot N_{d}}, que impulsaria igualment la rotació en el mateix sentit.

### Moviment alternatiu
Fins ara s'ha analitzat el que passa quan es comença el moviment alternatiu amb la velocitat del fil indicada a la figura 2. Però és ben cert que en algun moment s'haurà d'aturar aquesta velocitat i fer el moviment en el sentit contrari. Aquesta segona fase del moviment alternatiu es fa per recuperar el fil i poder tornar a realitzar la primera fase en la qual s'impulsa la rotació.
En la primera fase del moviment alternatiu s'impulsa el rodet i gira sobre l'eix 3. En un principi sembla que si es fa el moviment contrari, es crearan unes forces de fricció de sentit contrari a les anteriors que s'oposaran a la rotació que abans s'aconsegueixen. Això no és del tot ben cert, ja que si el fil està en contacte amb el rodet, apareixeran aquestes forces de fricció. Aquestes són molt menys importants que les creades a la primera fase del moviment, i per tant, no aconseguiran frenar la rotació del rodet.
El fet és que quan es realitza la primera fase del moviment alternatiu (fig. 2), a més d'impulsar la rotació del rodet, s'aconsegueix alhora un desplaçament vertical del rodet. Es pot considerar com una politja penjada pels fils i en què s'escurça el fil per un dels dos costats. Quan es comença la segona fase del moviment, s'ha de deixar d'impulsar aquest moviment ascendent. Per aconseguir impulsar el rodet eficaçment, en la segona fase del moviment s'ha de moure el fil ràpidament de manera que la zona més baixa del fil es desplaci cap avall més de pressa que el rodet (o com a mínim amb la mateixa velocitat).
Si el malabarista és prou hàbil i aconsegueix aquest moviment, en la segona fase, la força normal entre el fil i el rodet serà inexistent o més petita que {\displaystyle N_{d}}, ja que el rodet es desplaça cap avall. En aquest cas la força de fricció que apareix serà nul·la o més petita que {\displaystyle \mu \cdot N_{d}}. En tot cas, la força de fricció sempre serà {\displaystyle F_{d}<\mu \cdot N_{d}} i, per tant, el moment creat sobre l'eix 3 en la segona fase serà nul o en tot cas es trobarà sobre l'eix 3 negatiu però sempre amb mòdul més petit que el creat a la primera fase del moviment.
En acabar aquesta segona fase s'arriba a la mateixa configuració que al principi, però amb la rotació del rodet ja iniciada. Es pot seguir impulsant el rodet repetint el moviment alternatiu sense parar. Experimentalment es comprova que no és necessari impulsar el fil amb velocitats diferents a les dues fases. Fent el moviment alternatiu suficientment ràpid s'aconsegueix impulsar adequadament el rodet. Cal aclarir que no s'ha de fer el moviment lentament, ja que en aquest cas, amb la rotació iniciada, la celeritat dels punts del cercle central seria més gran que la dels punts del fil i aleshores el sentit de la força que actua sobre el rodet tindria sentit oposat al desitjat i produint la seva frenada.

### Redreçar el rodet

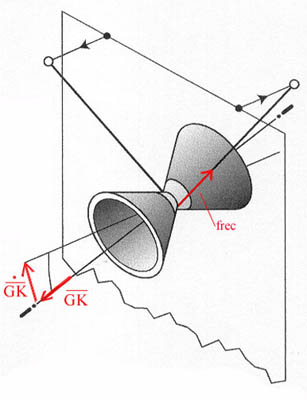
Fig.4

Un cop iniciat al moviment alternatiu amb una mà i el rodet es troba girant, els seus vectors {\displaystyle {\bar {GK}}} i {\displaystyle {\dot {\bar {GK}}}} es troben sobre l'eix 3 i en sentit positiu si es comunica el moviment amb la mà dreta. Si el rodet s'ha inclinat, aquests vectors segueixen estant sobre l'eix 3, però ara aquest no es troba horitzontal. Si es desitja situar el rodet altra vegada amb el seu eix horitzontal, s'haurà de fer girar el vector {\displaystyle {\bar {GK}}} cap amunt (en la situació de la figura 4). El vector {\displaystyle {\dot {\bar {GK}}}} és la derivada del vector {\displaystyle {\bar {GK}}} que indica la variació d'aquest en el temps.
Si es vol que el vector {\displaystyle {\bar {GK}}} torni a la posició horitzontal es necessita, doncs, un vector {\displaystyle {\dot {\bar {GK}}}} perpendicular a {\displaystyle {\bar {GK}}}, ja que d'aquesta manera farà variar el vector moment cinètic cap a la posició desitjada.
Aplicant el TMC(G) al rodet, cal un vector {\displaystyle {\dot {\bar {GK}}}} que tingui components sobre els eixos 2 i 3; per tant és necessari crear uns moments justament en aquestes direccions. Això es pot aconseguir desplaçant horitzontalment els extrems del fil. Si s'efectua aquest moviment el fil deixa d'estar en contacte només amb el cercle central, i també té contacte sobre la superfície dels cons que formen el rodet. Igualment, apareix una força de fregament sobre tots els punts del rodet que estan en contacte amb el fil. En aquest cas, al tenir contacte sobre les superfícies dels cons, la força de fregament en aquesta zona té, en general, component sobre els tres eixos. La component sobre l'eix 2 segueix impulsant la rotació creant un moment sobre l'eix 3 com anteriorment. La component que actua sobre l'eix 3 no passa per G i, per tant, efectuarà un moment sobre el rodet. En estar sobre l'eix 3, es crea el moment sobre l'eix 2. Només cal moure els fils en les direccions adequades perquè el moment sobre l'eix 2 tingui el sentit esperat.
Un cop aconseguits els moments que necessaris, en referència al TMC(G), el vector {\displaystyle {\dot {\bar {GK}}}} tindrà les components desitjades i, per tant, s'assoleix la desviació del vector moment cinètic del rodet. Cal separar la mà dreta del cos i apropar l'esquerra (fig.4).